# Regalo

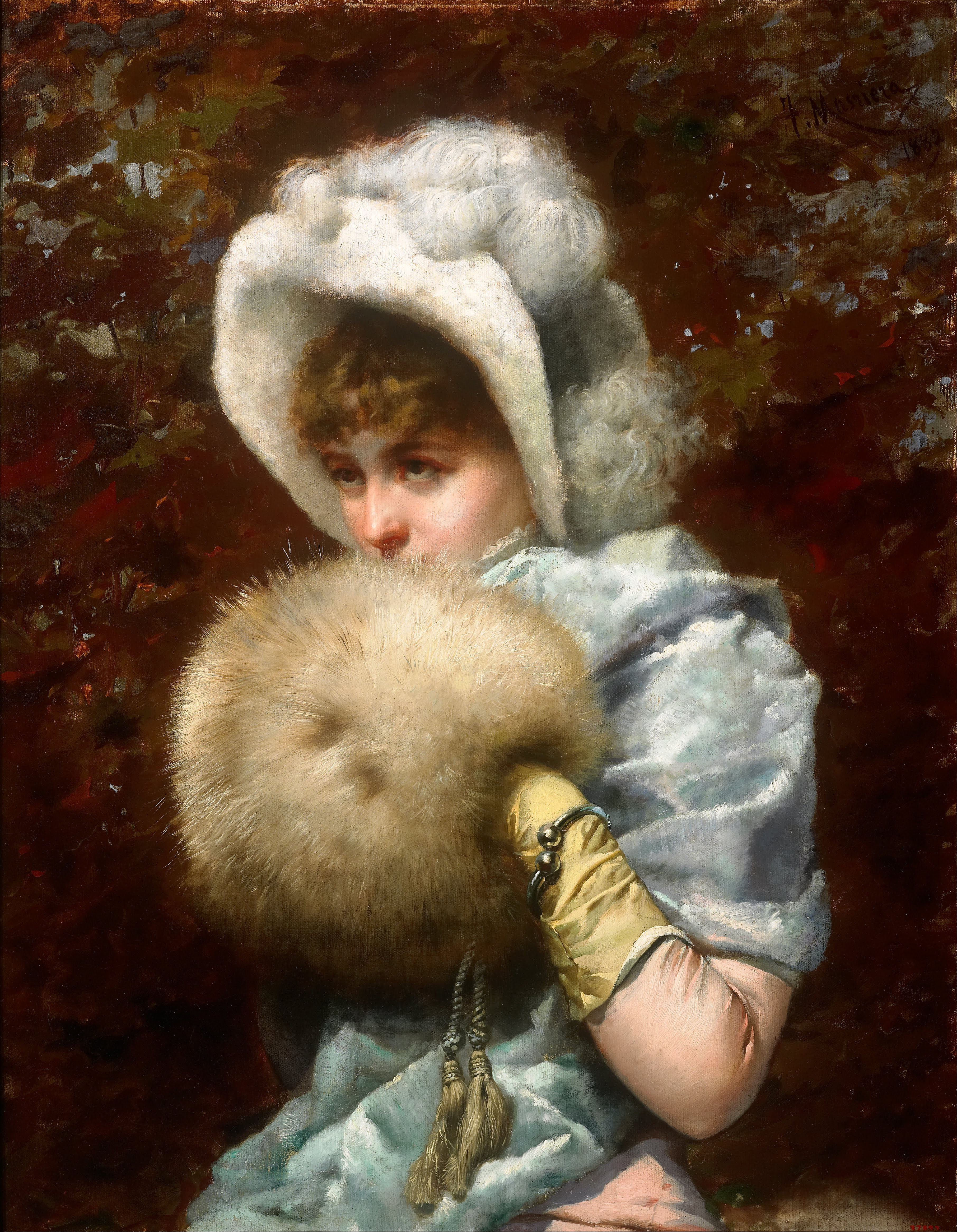
Inverno 1882, por Francesc Masriera

Um regalo é um acessório de moda para agasalhar as mãos em  áreas ao ar livre durante os meses mais frios. Consiste de um cilindro de pele ou tecido com ambas as extremidades abertas para enfiar as mãos.
Este artigo, já usado há milênios por povos antigos, foi introduzido na moda no século XVI, tendo sido popular entre homens e mulheres nos séculos XVII e XVIII, embora no início do século XX os regalos já fossem usados na Inglaterra apenas por mulheres. Seu uso saiu de moda no século XIX, voltando brevemente no final dos anos 1940 e 1950. 
Partimos com frio de rachar. Beatriz, coberta de peles, tinha o nariz roxo e as mãos apertadas num regalo forrado com pele de carneiro. Assim que se apeou da carruagem, fez menção de recuar diante da multidão confusa e alvoroçada que vociferava.— Do romance 'A Senhora'
Mais tarde também foi adaptado como um acessório para motociclistas, como proteção e conforto durante os meses mais frios.